# Carlos Morales (Fußballspieler, 1968)
Carlos Leonardo Morales Santos (* 4. November 1968 in Asunción) ist ein ehemaliger paraguayischer Fußballspieler und -trainer. Der offensive Mittelfeldspieler bestritt sieben Länderspiele für Paraguay und wurde auf Vereinsebene mit dem CA Independiente argentinischer Meister.

## Karriere

### Verein
Carlos Morales begann seine Profikarriere 1985 bei Guaraní. In seiner Karriere spielte er überwiegend bei argentinischen Klubs. Außerdem lief der Mittelfeldspieler noch in Chile für Universidad de Chile und in Mexiko für Tampico Madero auf. 2006 beendete Morales seine Spielerlaufbahn und wurde Trainer.

### Nationalmannschaft
In der paraguayischen Nationalmannschaft bestritt Morales sieben Länderspiele. Er debütierte beim 2:1-Sieg im August 1997 bei der Qualifikation zur Weltmeisterschaft 1998 gegen Ecuador. Für das Turnier in Frankreich qualifizierte sich Paraguay als Südamerika-Zweiter. Morales wurde in den WM-Kader berufen und spielte im Gruppenspiel beim 0:0-Unentschieden gegen Bulgarien.

## Erfolge
Independiente
- Argentinischer Meister: Nacional 1988/89

## Sonstiges
Sein jüngerer Bruder Ángel Morales ist ebenfalls Profifußballspieler.